# Tienda de refrescos

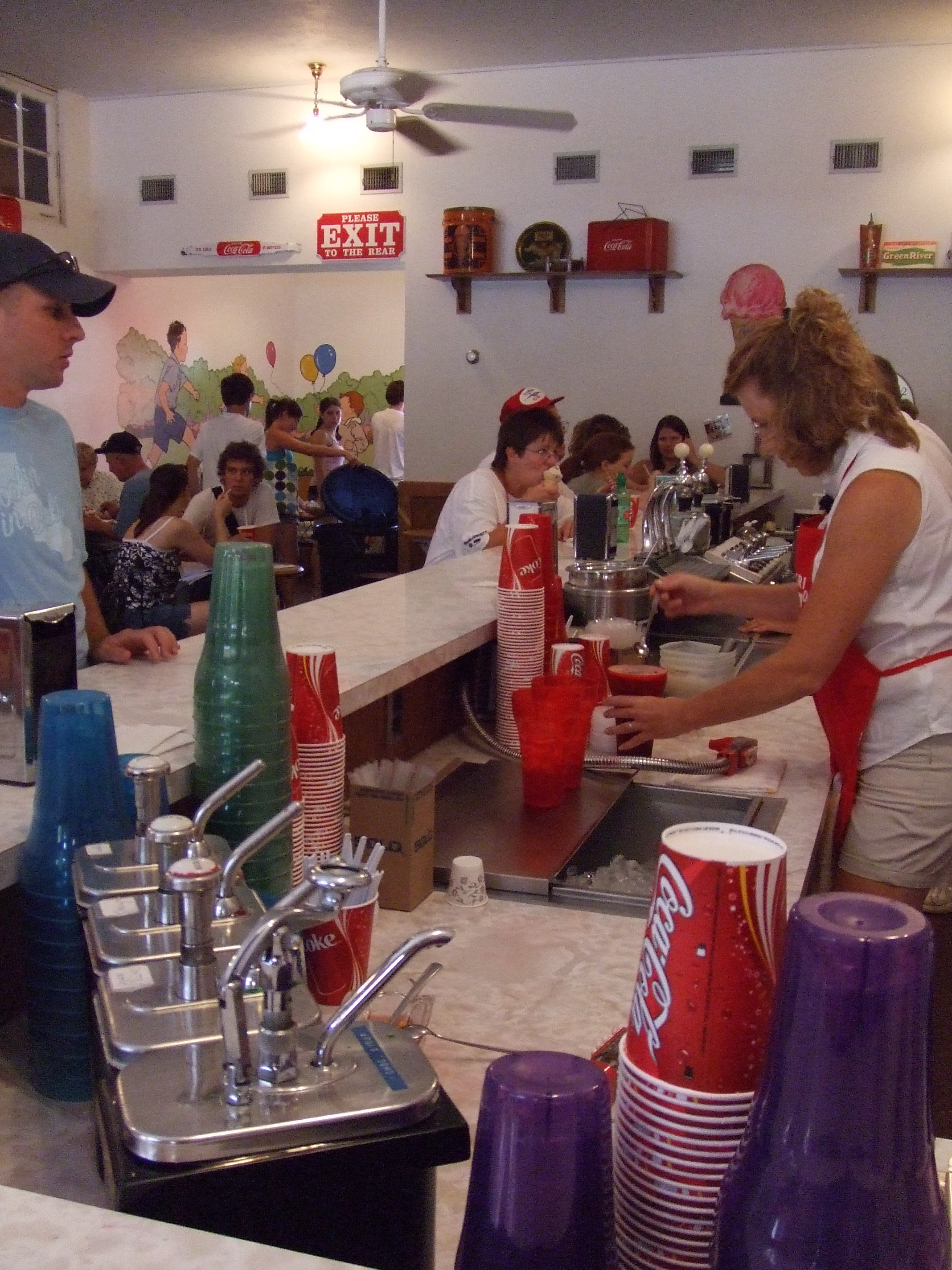
Tienda de refrescos en el recinto ferial estatal de Iowa, Iowa

Una tienda de refrescos, también conocida a menudo como tienda de malta (en honor a la leche malteada) y como tienda de malteadas, es un negocio similar a una heladería y una fuente de refrescos de farmacia. Los interiores a menudo estaban amueblados con un gran espejo detrás de un mostrador de mármol con surtidores de refrescos de cuello de cisne, además de taburetes giratorios, mesas redondas con tapa de mármol y sillas con forma de corazón y estructura de alambre.

## Historia

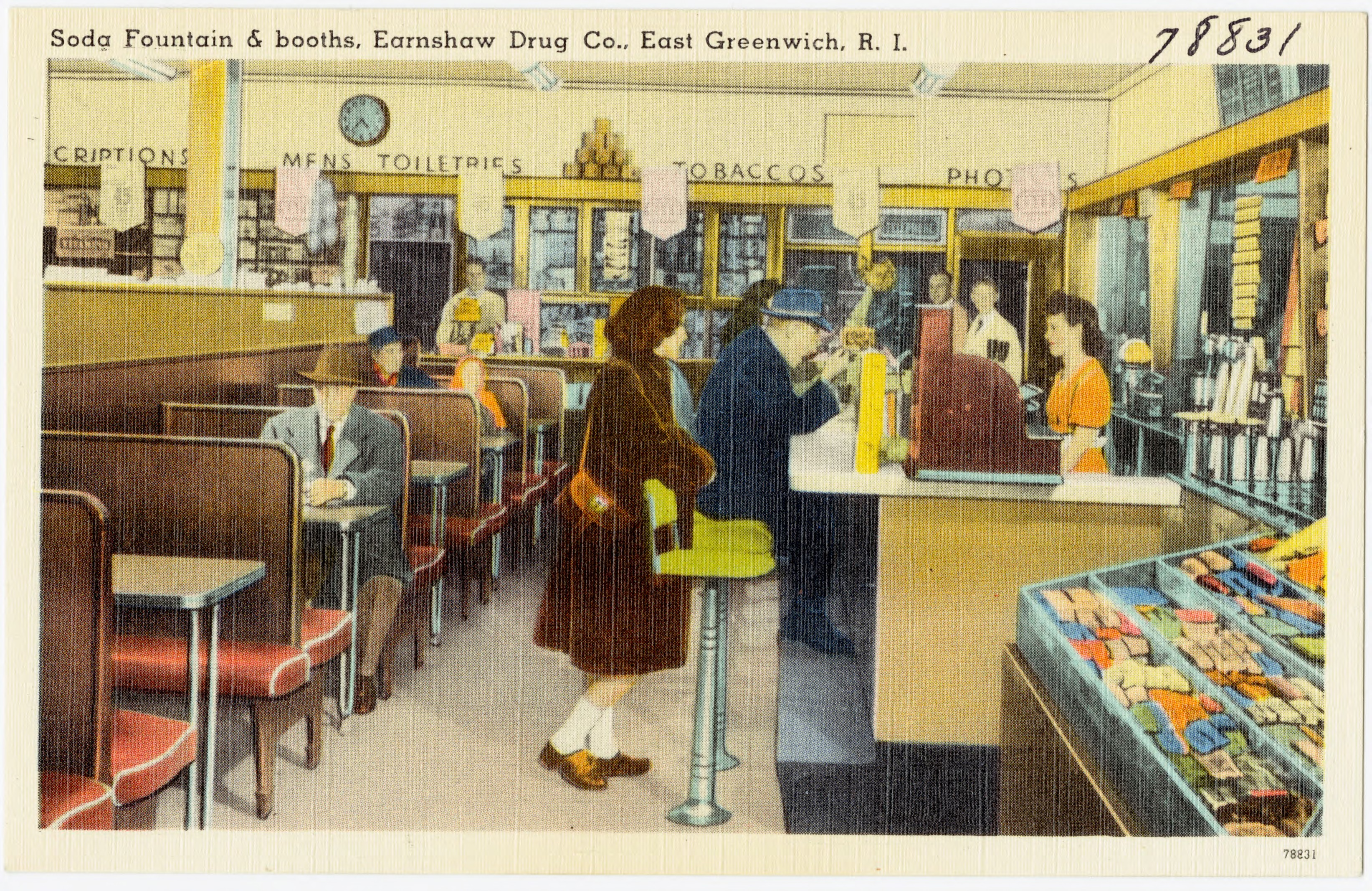
Fuente de farmacia c. 1948

La fuente de refrescos con servicio de mostrador se introdujo en 1903. Por esa época, las farmacias comenzaron a atraer a los clientes del mediodía añadiendo sándwiches y almuerzos ligeros. El menú de bebidas de una tienda de refrescos generalmente incluía refrescos de helado, malteadas de chocolate, refrescos de cola de fuente y batidos de leche. En las primeras décadas del siglo XX, las tiendas también eran consideradas alternativas sobrias a los bares como lugares de reunión social. Un número de 1915 de la revista Soda Fountain decía: «La fuente de soda de hoy es una aliada de la templanza ... El helado de soda es un medio más poderoso para la causa de la templanza que todos los sermones jamás predicados sobre ese tema».

## En la cultura popular
Durante las décadas de 1930 y 1940, las máquinas de discos en dichos establecimientos los convirtieron en lugares de reunión populares para los adolescentes, como se señala en la canción de 1940 "Jukebox Saturday Night" (melodía de Paul McGrane y letra de Al Stillman):
Rickies limpiando refrescos
Para deleite de nuestros corazones,
Bailando un rapidito swingeroo
Jukebox sábado por la noche...

Chocklit Shoppe de Pop Tate es una tienda de refrescos ficticia creada por Bob Montana como escenario para los personajes de sus cómics y tiras cómicas de Archie. Se basó en lugares de la vida real frecuentados por adolescentes en Haverhill, Massachusetts en la década de 1930, la Crown Confectionery y la Chocolate Shop en Merrimack Street, y el Tuscarora en Winter Street; y el personaje de Pop Tate se inspiró en los propietarios inmigrantes griegos de las tiendas de Haverhill. Entre los años 1936 y 1939, cuando Montana iba a la escuela secundaria en Haverhill, se unió a sus amigos en el mostrador de la tienda de chocolate e hizo bocetos en servilletas. Una década antes de Archie, Sugar Shop era un lugar de reunión para los adolescentes en la tira cómica Harold Teen de Carl Ed.Las tiendas de refrescos suelen ser escenario de películas y programas de televisión. En el episodio " Walking Distance " de The Twilight Zone, una tienda de refrescos es un dispositivo de encuadre y un vínculo con el pasado para Martin Sloan (Gig Young). El popular programa de televisión Happy Days se desarrollaba en dos escenarios principales: la casa del protagonista y una tienda de refrescos.
Las tiendas aparecen en películas como Harold Teen (1934), El extraño de Orson Welles (1946), ¿Alguien ha visto a mi chica? (1952) y Pleasantville (1998). A menudo se ve a la pandilla de Scooby-Doo frecuentando una maltería. Una tienda de malta también juega un papel clave en Blast from the Past, reflejando los cambios en el mundo de la superficie mientras los personajes principales están bajo tierra, sin saber lo que ha sucedido.
El protagonista de la novela de ciencia ficción para adultos jóvenes Have Spacesuit Will Travel de Robert A. Heinlein trabaja en una fuente de refrescos de una farmacia.